# Lindevang Sogn
Lindevang Sogn er et sogn i Frederiksberg Provsti (Københavns Stift). Sognet ligger i Frederiksberg Kommune; indtil Kommunalreformen i 1970 lå det i Sokkelund Herred (Københavns Amt). I Lindevang Sogn ligger Lindevang Kirke.
I Lindevang Sogn findes flg. autoriserede stednavne:
- Lindevang (sogn, station)
- Peter Bangs Vej (standsningssted)